# JNR classe EF66
La classe EF66 (EF66形, EF66-gata) est un type de locomotive électrique initialement dédiée aux services de passagers et de fret au Japon. C'est une locomotive à six essieux, trois bogies (Bo′Bo′Bo′). Elles sont toutes affectées à JR Freight.

## Histoire
Le modèle est récompensé d'un Blue Ribbon Award en 1969.

## Caractéristiques

### Variantes
- EF66-900 : Prototype EF66 901, construite en 1966
- EF66-0 : Première version (EF66 1 – 55), construites de 1968 à 1975
- EF66-100 : Dernière version (EF66 101 – 133), construites de 1989 à 1991

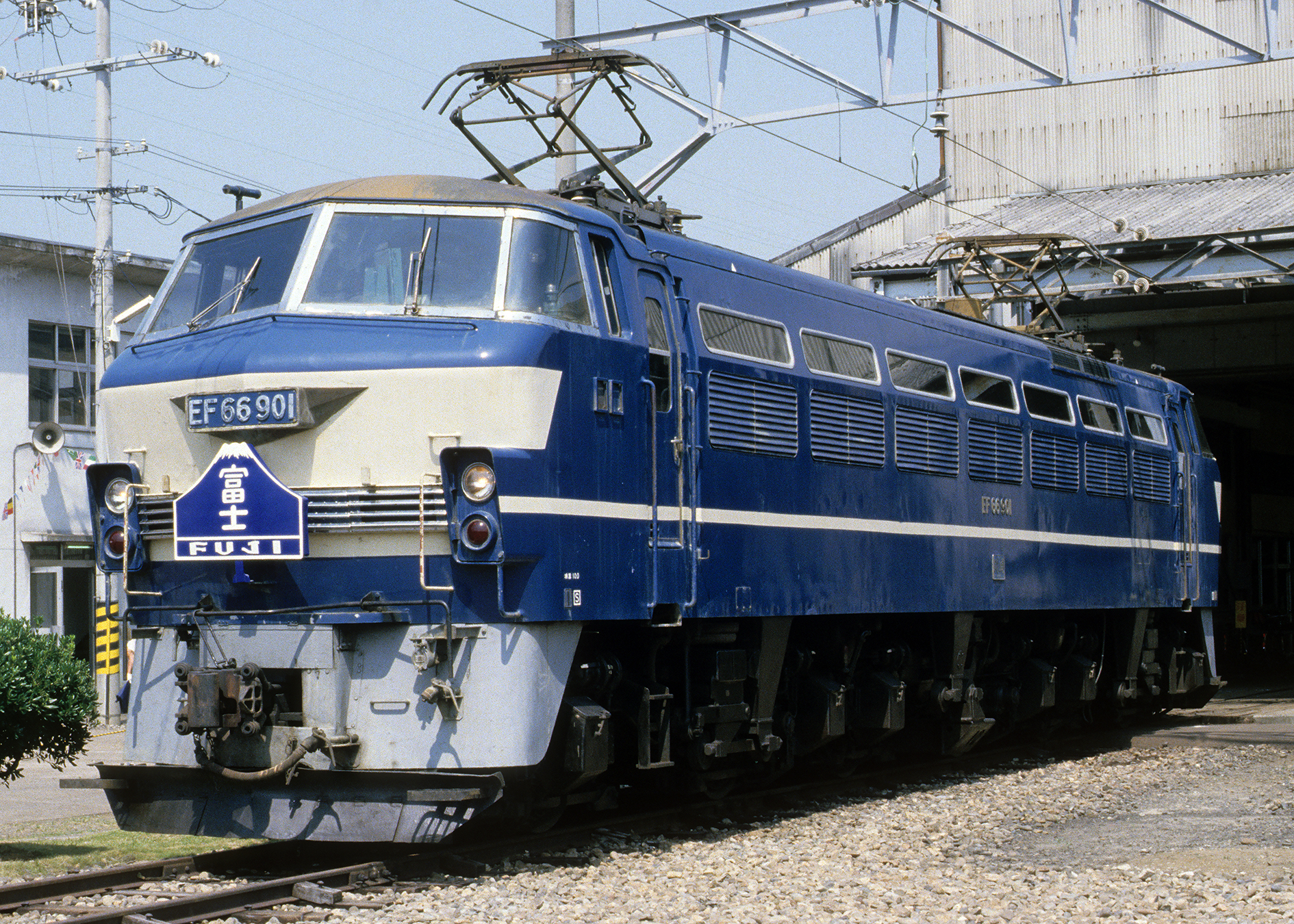
Locomotive prototype EF66-901
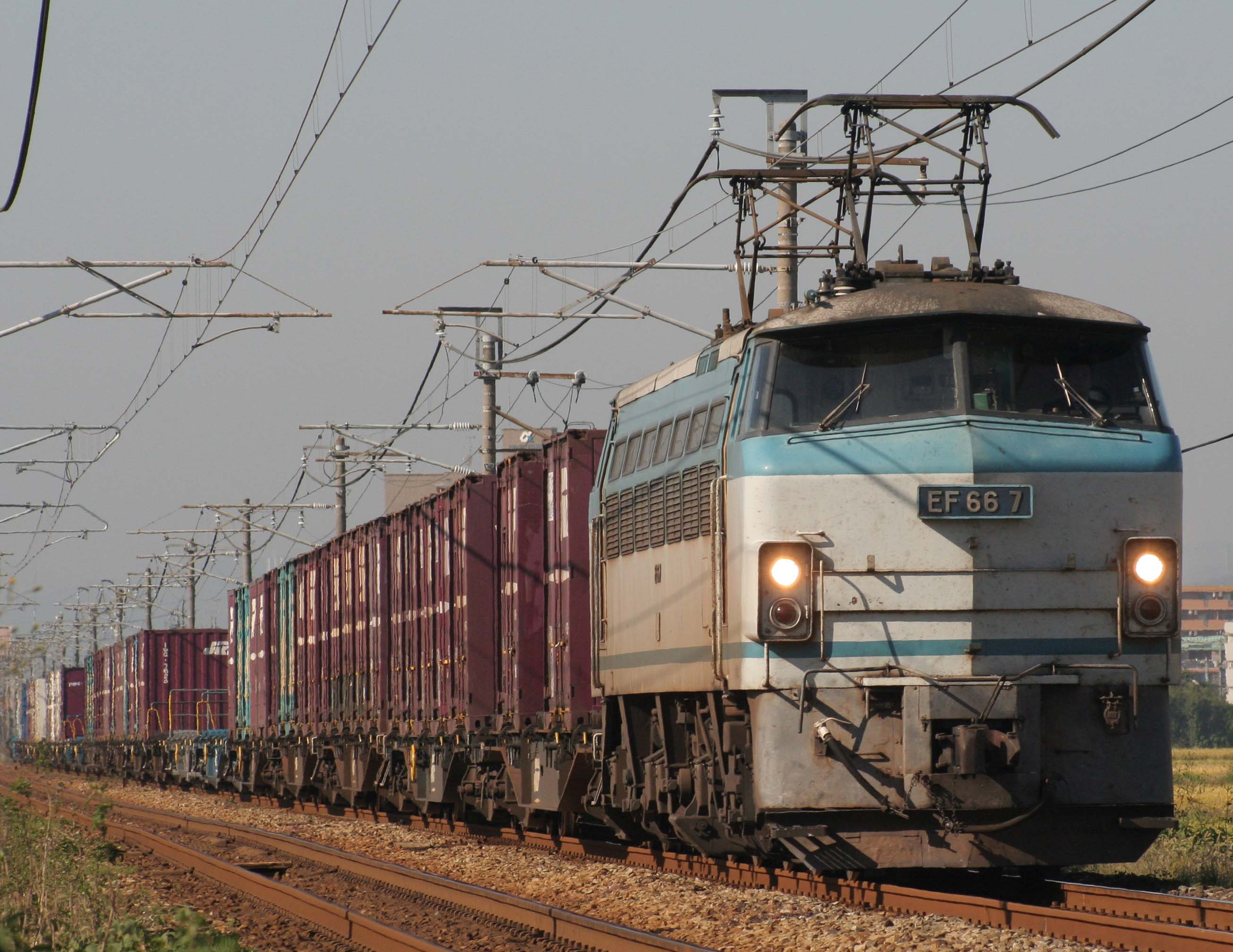
Locomotive EF66-7
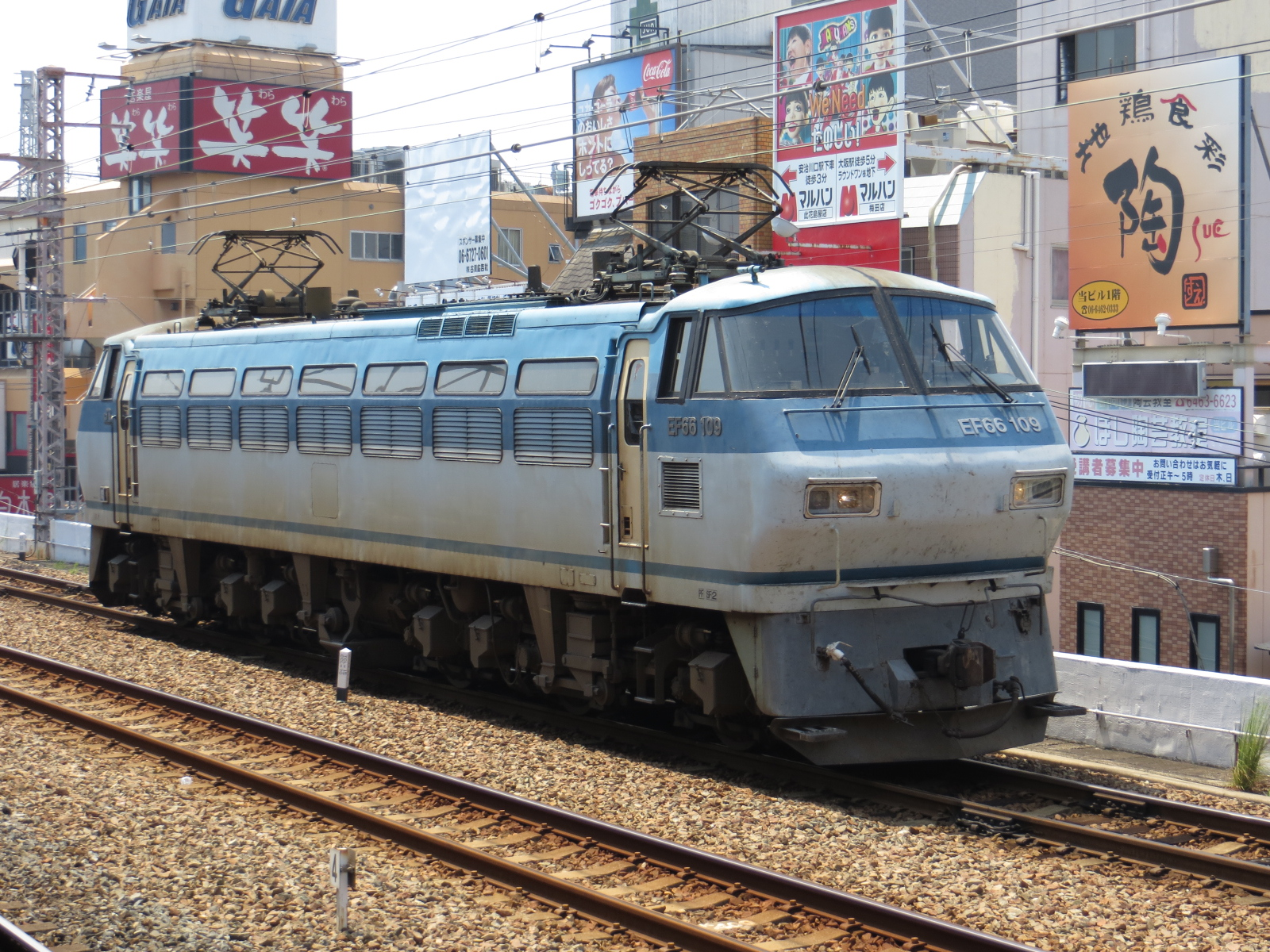
Locomotive EF66-109